# Cristián MacKenna
Cristián MacKenna (ur. 10 sierpnia 1979 w Santiago) – chilijski kierowca wyścigowy.

## Kariera
MacKenna rozpoczął karierę w wyścigach samochodowych w 1998 roku od startów w Europejskiej Formule Opel, jednak nigdy tam nie zdobywał punktów. Rok później Chilijczyk przeniósł się do EFDA Euroseries. Uzbierał tam 125 punktów, co dało mu piąte miejsce w końcowej klasyfikacji kierowców. W World Series by Nissan MacKenna wystartował w piętnastu wyścigach sezonu 2000. Podczas pierwszego wyścigu na Autodromo Nazionale di Monza uplasował się na piątej pozycji, co było jego najlepszym wynikiem w sezonie. Z dorobkiem 22 punktów został sklasyfikowany na 14. miejscu w klasyfikacji generalnej.